# Srettha Thavisin

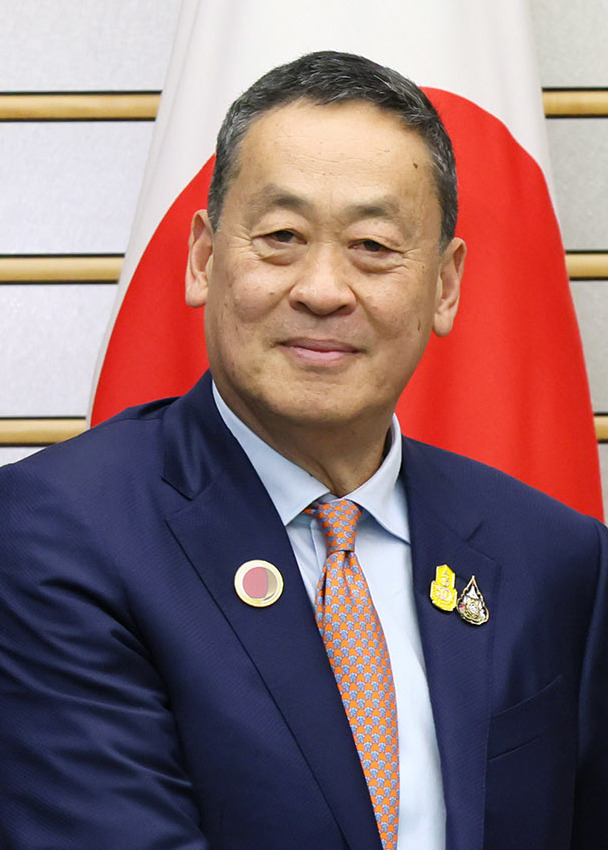
Srettha Thavisin (2023)

Srettha Thavisin (thailändisch เศรษฐา ทวีสิน, RTGS Settha Thawisin, Aussprache [sèːttʰǎː tʰawiːsǐn]; * 15. Februar 1962 in Bangkok) ist ein thailändischer Immobilienunternehmer und Politiker der Pheu-Thai-Partei (PTP). Am 22. August 2023 wurde er vom Parlament zum Ministerpräsidenten des Landes gewählt. Am 2. September stimmte der thailändische König der Einsetzung Sretthas und seines Kabinetts zu. Im August 2024 wurde Srettha vom Verfassungsgericht in Bangkok des Amtes enthoben.

## Leben
Srettha ist mit mehreren der führenden sino-thailändischen Unternehmerfamilien verwandt. Er studierte an der University of Massachusetts Wirtschaftswissenschaft und schloss ein MBA-Studium in Finanzwesen an der Claremont Graduate University in Kalifornien ab. Nach drei Jahren als stellvertretender Produktmanager bei der thailändischen Niederlassung von Procter & Gamble gründete er 1990 zusammen mit seinen Cousins das Unternehmen Sansiri, das unter seiner Leitung zu einem der größten Immobilienentwickler Thailands wuchs.
Bis 2023 war Srettha parteipolitisch nicht aktiv, er galt aber als Vertrauter der ehemaligen Ministerpräsidenten Thaksin und Yingluck Shinawatra. Während der Unruhen und politischen Krise 2013/14, die schließlich zum Sturz der Regierung Yinglucks führten, sprach er sich öffentlich gegen die regierungsfeindliche Bewegung von Suthep Thaugsuban aus. Nach dem Putsch des Generals Prayut Chan-o-cha im Mai 2014 gehörte er zu den Personen, die das Militär zur „Gesinnungskorrektur“ einbestellte.
Im Vorfeld der Parlamentswahl im Mai 2023 nominierte die Pheu-Thai-Partei (PT) den politischen Quereinsteiger als einen ihrer drei Spitzenkandidaten für das Amt des Ministerpräsidenten. Am 3. April 2023 trat er daraufhin von all seinen Führungs- und Aufsichtspositionen bei Sansiri zurück. Die von Pita Limjaroenrat angeführte Fortschrittspartei ging als Gewinnerin aus der Wahl hervor, die PT wurde zweitstärkste Kraft. Nach der Wahl vereinbarten die Fortschrittspartei und PT zunächst eine Koalition mit mehreren kleineren Parteien, die gegen die bisherige Militärjunta eingestellt waren. Das Bündnis verfügte zwar über eine klare Mehrheit im gewählten Repräsentantenhaus, wurde aber von den allermeisten der 250 vom Militär eingesetzten Senatoren abgelehnt. Wahlsieger Pita Limjaroenrat kandidierte als Ministerpräsident, erlangte aber bei einer Abstimmung am 13. Juli in der Nationalversammlung (bestehend aus Repräsentantenhaus und Senat) nicht genügend Stimmen. Am 19. Juli stimmte eine Mehrheit der Nationalversammlung gegen eine geplante erneute Kandidatur Pitas für das Amt.
Am 22. August 2023 wählten die beiden Kammern des thailändischen Parlaments, das Repräsentantenhaus und der vom Militär ernannte Senat, in einer gemeinsamen Sitzung den Kompromisskandidaten Srettha Thavisin jeweils mit der Mehrheit ihrer Stimmen (insgesamt 482 von 747) zum Ministerpräsidenten. Er war der einzige Kandidat. Am 5. September 2023 wurden Srettha und die Mitglieder seines Kabinetts vereidigt. Seiner Koalition gehörten neben der PT zehn weitere Parteien an, darunter die militärnahe Phalang-Pracharat-Partei und die Ruam-Thai-Sang-Chart-Partei des einstigen Putschführers und Militärdiktators Prayut Chan-o-cha sowie die Bhumjaithai-Partei und die Demokratische Partei, die bereits der Vorgängerregierung unter Prayut angehört hatten. Vor der Wahl hatten Srettha und die PT versprochen, nicht mit den beiden militärnahen Parteien zusammenzuarbeiten. Die pro-demokratische Fortschrittspartei ging hingegen in die Opposition.
Am 14. August 2024 enthob das Verfassungsgericht in Bangkok Srettha seines Amtes als Ministerpräsident. Dem Militär nahestehende Senatoren hatten im Mai 2024 Klage gegen ihn eingereicht, um seine Absetzung zu erreichen. Die klagenden Senatoren warfen Srettha vor, mit der Ernennung des Politikers Pichit Chuenban zum Minister gegen „ethische Standards“ verstoßen zu haben, da dieser vorbestraft sei und nicht hätte berufen werden dürfen. Am 16. August wurde Paetongtarn Shinawatra zu seiner Nachfolgerin gewählt.
Srettha ist mit einer Ärztin verheiratet, das Paar hat drei Kinder. Mit einer Körpergröße von 192 cm war er einer der höchstgewachsenen Regierungschefs der Welt.